# Ярвинен, Вернер
Вернер Ярвинен (фин. Verner Järvinen; 4 марта 1870, Юупайоки — 31 января 1941, Тампере) — финский легкоатлет, бронзовый призёр летних Олимпийских игр 1908, отец Матти и Акиллеса Ярвинена.
На внеочередной Олимпиаде 1906 в Афинах Ярвинен стал чемпионом в метании диска греческим стилем, а в метании вольным стилем выиграл бронзовую медаль. Однако эти награды не считаются официальными, так как соревнования организовывал не Международный олимпийский комитет.
На Играх 1908 в Лондоне Ярвинен стал третьим в метании диска греческим стилем и четвёртым в метании вольным способом. В толкании ядра и метании копья вольным стилем его результаты неизвестны.
На следующих Олимпийских играх 1912 занял 15 место в метании диска вольным стилем и 12 место в метании диска двумя руками.